# Nico Broekhuysen
Nicolaas Broekhuijsen (30. prosince 1876, Dordrecht – 13. května 1958, Hilversum), známější pod jménem Nico Broekhuysen, byl nizozemský učitel a vynálezce korfbalu.
Roku 1902 odjel na kurz do švédské vesnice Nääs, kde se inspiroval ranou verzí basketbalu pro vytvoření nového sportu. Výzvou pro něj bylo zorganizování společné fyzické aktivity pro chlapce i dívky, která by byla založena na spolupráci, a zároveň podporovala soutěživost. Nalezl jednoduchý způsob začlenění chlapců i dívek v rámci pravidel hry.
2. června 1903 byla založena Holandská korfbalová asociace, Broekhuysen se stal jejím prezidentem. Korfbal získával na popularitě také proto, že smíšená hra byla považována za nemorální a kontroverzní. Noviny dokonce napsaly: "Korfbal je monstrum, které roztahuje drápy na všechny strany."